# Northrop N-204
El Northrop N-204 fue un avión a reacción de reconocimiento a gran altitud, diseñado por Northrop en los Estados Unidos en los años 50 del siglo XX.

## Desarrollo
En el otoño de 1957, Northrop envió una propuesta a la Fuerza Aérea de los Estados Unidos de un avión de reconocimiento subsónico de gran altitud, aprovechándose de su anterior estudio de diseño N-165. Las preocupaciones de los pilotos de la CIA de que el Lockheed U-2 estaba siendo rastreado por radares en las misiones espía sobre la Unión Soviética, sugirieron a Northrop que la tecnología de baja observabilidad fuera parte del diseño del N-204, como se realizó más tarde con el Lockheed A-12.
Aunque Northrop estimó que el N-204 podía entrar en servicio en 1960, el proyecto no pasó de la etapa de equipos.

## Diseño
El N-204 era similar al Lockheed U-2 y al Yakovlev Yak-25RV en que tenía largas alas rectas como un planeador ordinario, y cola en V. Sin embargo, los motores del avión no estaban embutidos en las raíces alares o en contenedores bajo las alas, sino que en su lugar estaban embutidos en el extremo exterior de la sección central alar.

## Especificaciones (estimadas)
Referencia datos: 

### Características generales
- Tripulación: Dos (piloto e ingeniero de vuelo/oficial RSO)
- Longitud: 32,2 m
- Envergadura: 83,44 m
- Superficie alar: 464,52 m²
- Peso cargado: 15422 kg
- Peso máximo al despegue: 34019 kg
- Planta motriz: 8× Turborreactor Westinghouse J54.
  - Empuje normal: 27,02 kN (6075 lbf) de empuje cada uno.

### Rendimiento
- Velocidad nunca excedida (Vne): 885 km/h
- Alcance: 5556 km
- Techo de vuelo: 25908 m (85000 pies)

### Aeronaves similares
- Lockheed U-2
- Martin RB-57 Canberra
- Beriev S-13
- Northrop N-165
- Yakovlev Yak-25RV

### Secuencias de designación
- Secuencia N- (interna de Northrop): ← N-155 - N-156 - N-165 - N-204 - N-205 - N-250 - N-267 →